# Nr. 10
Nr. 10 is een Nederlands-Vlaamse speelfilm uit 2021, geregisseerd door Alex van Warmerdam. De film is de tiende film geregisseerd door Van Warmerdam en ging 30 september 2021 op het Nederlands Filmfestival te Utrecht in première.

## Verhaal
Günter is acteur in een toneelgezelschap. Hij heeft een dochter en hij gaat naar bed met de vrouw van de toneelregisseur. Wanneer een vreemdeling op een brug hem vreemde woorden in het oor fluistert begint een proces waarin hij ontdekt dat hij als kind in een bos te vondeling gelegd is en afkomstig is van een andere planeet. Zijn moeder leeft nog op die planeet en uiteindelijk besluit hij met zijn dochter ernaar terug te keren.

## Rolverdeling
- Tom Dewispelaere als Günter
- Frieda Barnhard als Lizzy
- Hans Kesting als Karl
- Anniek Pheifer als Isabel
- Pierre Bokma als Marius
- Dirk Böhling als Wassinski
- Mandela Wee Wee als Innocence
- Richard Gonlag als Poelzig
- Gene Bervoets als Reichenbach
- Liz Snoijink als Elsa
- Harriët Stroet als Renate
- Stijn Van Opstal als Breslauer